# Forteresse (groupe)
Pour les articles homonymes, voir Forteresse (homonymie).
Forteresse est un groupe canadien de black metal, originaire de Québec, au Québec. La formation actuelle contient des membres de groupes comme Ephemer, Cantique Lépreux, Déliquescence, et Grimoire. Durant son existence, Forteresse est félicité par l'ensemble de la presse spécialisée, et classé parmi les légendes du black metal canadien et québécois.

## Biographie
Le groupe est formé en 2006 dans la ville de Québec, au Québec, par Moribond et Athros. Le groupe publie fin 2006, début 2007, son premier album studio intitulé Métal noir québécois, qui contient un total de six chansons. L'album, contrairement aux autres albums de black metal traditionnel, n'utilise pas le thème du satanisme, mais du nationalisme québécois.
En 2008 sort leur deuxième album, Les Hivers de notre époque, qui est moyennement accueilli par la presse spécialisée,. Fiel intègre en 2009 la formation qui compte actuellement trois musiciens. En 2010, le groupe publie son troisième album studio, Par hauts bois et vastes plaines. En 2011, le groupe publie l'album Crépuscule d'octobre. 
Après cinq années de silence, au début de 2016, Forteresse annonce un nouvel album studio intitulé Thèmes pour la rébellion, au label Sepulchral Productions, pour une sortie effectuée le 24 juin,,. La première chanson de l'album homonyme célèbre la résistance patriote des québécois face aux colonialistes britanniques. La même année, en juillet 2016, Metal Insider classe le groupe deuxième dans son classement des cinq meilleurs groupes de black metal canadiens.

## Style musical
Les thèmes abordés dans leurs chansons sont principalement axés sur le Québec, son histoire, sa revendication identitaire, ses paysages et atmosphères. Ces thèmes se retrouvent également dans la composition de leur musique ; on peut entendre quelques petits passages joués avec des instruments traditionnels québécois, ainsi que des échantillons sonores de musiques traditionnelles qui viennent s’intercaler entre certains de leurs morceaux.

## Membres
- Athros – chant, cuillères, guitare et clavier (intros), textes [3]
- Fiel – batterie[3]
- Matrak – guitare[3]
- Moribond – guitare, textes, basse (depuis 2006)[3]
- Nordet – invité au chant sur une chanson du premier album.

## Discographie

### Albums studio
- 2006 : Métal noir québécois
- 2008 : Les Hivers de notre époque
- 2010 : Par hauts bois et vastes plaines
- 2011 : Crépuscule d'octobre
- 2016 : Thèmes pour la rébellion

### EPs
- 2007 : Traditionalisme

### Split
- 2010 : Brume d'Automne - Forteresse (avec le groupe Brume d'Automne)
- 2014 : Légendes

### Démo
- 2011 : Une nuit pour la patrie